# Ivani Ribeiro
Ivani Ribeiro, nome artístico de Cleide Freitas Alves Ferreira, (São Vicente, 20 de fevereiro de 1922 — São Paulo, 17 de julho de 1995) foi uma atriz de rádio, escritora e autora brasileira de telenovelas. Foi uma das mais importantes autoras da teledramaturgia brasileira.

## Biografia
Formada na Escola Normal de Santos, Ivani mudou-se para a São Paulo para cursar a faculdade de Filosofia. Iniciou a carreira no rádio, onde permaneceu por mais de uma década.

## Carreira

### 1938–51: Radionovelas
Na Rádio Educadora Paulista, passou a fazer apresentações onde trouxe a público canções folclóricas e sambas, alcançando grande popularidade logo no rádio através dos programas criados, como Teatrinho da Dona Chiquinha e As Mais Belas Cartas de Amor; neste último, Ivani mostrou o lado de radioatriz e interpretando sua primeira personagem. Protagonizou também o programa Hora Infantil, com músicas e poemas, que obteve grande sucesso e adaptou para o rádio filmes e novelas famosas, onde também atuava como autora. Na mesma emissora, fez o programa Infantil, com músicas e poemas. Posteriormente transferiu-se para a Rádio Difusora, onde atuou como cantora, interpretando canções folclóricas e sambas, sempre acompanhada por uma orquestra. Integrou também o elenco da PRG-2 - Rádio Tupi de São Paulo.
Em 1940, já pertencia ao elenco da Rádio Bandeirantes, para a qual se transferiu juntamente com o marido, o locutor Dárcio Alves Ferreira, com quem teve dois filhos, Luís Carlos e Eduardo. Ele também veio a assumir a direção da broadcasting da PRH-9, lançando novos programas como A Hora dos Neófitos, programa de calouros voltado para o público jovem. Nesta rádio, além de atuar como atriz, adaptou peças para o radioteatro e apresentou diversos programas, dentre os quais Teatro Romântico, baseado em poemas clássicos da literatura brasileira; Os Grandes Amores da História, dramatização da vida amorosa de personalidades históricas, A Canção que Viveu, dramatização de canções brasileiras, e outros. Ivani também foi a primeira mulher brasileira a ter um programa de rádio exclusivamente seu, escrevendo e adaptando inúmeras peças, levadas ao ar pela Rádio Bandeirantes, e o programa levava o seu nome: Teatro Ivani Ribeiro.

### 1952–69: Pioneirismo e primeiras telenovelas
Na pioneira TV Tupi escreveu em 1952 a série Os Eternos Apaixonados, o primeiro trabalho nesse meio. Dois anos depois, transfere-se para a TV Record, onde escreveu sua primeira telenovela, A Muralha, adaptação do livro de mesmo título, lançado no mesmo ano. Em 1957 escreve a novela Desce o Pano, na mesma emissora. Em 1958, retornou à antiga emissora onde escreveu uma nova versão de A Muralha. Nesta época a autora realizava alguns teleteatros para várias emissoras, mas a atenção principal eram as radionovelas, que escrevia para a Rádio Bandeirantes. No início da década de 1960 foi contratada pela recém-inaugurada TV Excelsior, onde era uma das redatoras do Teatro Nove. A primeira telenovela diária de Ivani foi Corações em Conflito (1963), com direção de Dionísio de Azevedo, que transpunha para o vídeo uma das histórias que o rádio havia consagrado e discutia os problemas que um viúvo tem ao realizar um segundo casamento, interpretado por Carlos Zara. Esta foi a primeira novela diária nacional, já que as duas que a antecederam tiveram seus textos extraídos de originais argentinos.[carece de fontes?]
A partir da adaptação do texto argentino de A Moça que Veio de Longe (1964), com Rosamaria Murtinho e Hélio Souto - este último então estreante na TV - nos papéis principais, o gênero se torna uma constante na grade de programação de todas as emissoras brasileiras. Ivani foi projetada nacionalmente com o horário das 19h30 na TV Excelsior - inaugurada em 9 de julho de 1960, onde liderou uma espécie de laboratório teledramatúrgico, intercalando romance com melodrama - na segunda metade da década de 1960, quando escreveu treze novelas consecutivas com aproximadamente 1 600 capítulos - todas com grande sucesso: Onde Nasce a Ilusão, que abordou a temática circense e contou com produção milionária, A Indomável, ambientada na década de 1920 e sua primeira incursão em um texto cômico em detrimento dos dramalhões daquela época, Vidas Cruzadas, um sucesso da época que contou a história dos conflitos entre gêmeos e sósias num tema que seria frequentemente retomado na história da teledramaturgia brasileira, a bem-sucedida A Deusa Vencida, A Grande Viagem, que era um suspense policial - temática esta retomada com Anjo Marcado, Almas de Pedra e As Minas de Prata. Esta última baseada no romance homônimo do escritor José de Alencar, serviria para uma segunda adaptação na novela A Padroeira (2001) de Walcyr Carrasco - Os Fantoches baseada no livro Ten Little Niggers (O Caso dos Dez Negrinhos), de Agatha Christie, a novela de época O Terceiro Pecado, A Muralha (protagonizada por Mauro Mendonça), Os Estranhos, A Menina do Veleiro Azul, que teve problemas na seleção de elenco devido à grave crise da emissora e Dez Vidas, baseada no livro Caminho da Liberdade, de Wanderley Torres, contando a vida de Tiradentes, Joaquim José da Silva Xavier - inconfidente mineiro.
Durante a sua carreira, usou pseudônimos como: Valéria Montenegro em A Moça que Veio de Longe (1964), e Arthur Amorim em O Leopardo (1972), exibida pela Rede Record, como era contratada da TV Tupi. O primeiro grande êxito foi a novela de época A Deusa Vencida (1965), ambientada no final do século XIX, mais precisamente em 1895. Entre os méritos, esta contava ser a novela que foi a primeira a ter uma trilha sonora própria, consagrou as atrizes Regina Duarte, trazida à TV pelo diretor Walter Avancini, e Ruth de Souza, então iniciantes.

### 1970–78: Sucesso na Tupi
Com a falência da TV Excelsior, em 15 de outubro de 1970, Ivani se transferiu para a TV Tupi, onde emplacou grandes sucessos no horário das vinte horas tradicional da concorrente Rede Globo, como Mulheres de Areia (1973), que foi baseada em uma antiga radionovela de sua autoria, As Noivas Morrem no Ar (1965) e consagrou a atriz Eva Wilma, e Os Inocentes (1974), inspirada na peça A Visita da Velha Senhora de Durrenmatt e na radionovela de sua autoria A Mulher de Pedra, ambas protagonizadas por Cleide Yáconis, contando também com a participação de Cláudio Correia e Castro. Ao longo da novela, deixou o roteiro nas mãos do marido para trabalhar na novela A Barba Azul, para a qual também se transferiram Jussara Freire e Carminha Brandão. O tema central também rendeu outras novelas, como Cavalo de Aço, Fera Radical (ambas de Walther Negrão), Fera Ferida, Avenida Brasil e a trama inicial de Chocolate com Pimenta.
Prosseguiu com a espírita A Viagem (1975), inspirada nos livros E a Vida Continua... e Nosso Lar, ambos ditados pelo espírito de André Luiz ao médium Chico Xavier contou com a colaboração do professor José Herculano Pires na última novela da qual Lúcia Lambertini participou pois viria a falecer pouco tempo depois, e O profeta (1977), protagonizada por Carlos Augusto Strazzer que ganhou o Troféu APCA por essa interpretação, que também abordou temas espíritas e místicos (como em Os estranhos, A viagem e O terceiro pecado); para escrevê-la, Ivani foi assessorada por um mentor espírita, um psiquiatra, um sacerdote católico e um orientador de candomblé, contando também com a participação especial da apresentadora Hebe Camargo, o médium Chico Xavier e do Arcebispo de São Paulo, Dom Paulo Evaristo Arns; a novela ganhou uma adaptação em 2006 exibida pela Rede Globo, por Thelma Guedes e Duca Rachid sob supervisão de texto de Walcyr Carrasco, protagonizada por Thiago Fragoso e Paola Oliveira.
Em entrevista ao Jornal do Brasil, em 28 de janeiro de 1978, declarou: Focalizando a paranormalidade, que considero um assunto fascinante, armo um debate com a doutrina espírita, a Igreja Católica e a parapsicologia. Mas como sou leiga no assunto, sou assessorada por padres, médicos, médiuns e pais-de-santo. Com essa novela, pretendo despertar a consciência de que precisamos tentar uma maior aproximação do homem com Deus, ao mesmo tempo em que apresento, seriamente, uma ilustração do fenômeno.
Em Aritana, de 1978, recebeu o auxílio do sertanista Orlando Villas Bôas para abordar a cultura indígena, as diferenças entre os indígenas e a sociedade dita civilizada; contou também com a colaboração do professor e então administrador do Parque Xingu, Olympio Serra. As gravações só foram possíveis graças ao apoio da Funai e foram feitas no Posto Leonardo em plena selva, e nos estúdios da TV Tupi. A princípio, foi mal-interpretada por aqueles que se sentiam ameaçados com os direitos de reivindicação dos índios, como no tema central, em que deseja a posse total das terras para abrigar sua tribo; a intenção da autora foi defendida no especial O Caso Aritana - Uma Novela à Parte, que contou com a participação do diretor artístico da emissora, Carlos Zara, os irmãos Vilas-Boas e grande parte do elenco.
Em 1976 redige o texto de As Bruxas, que abordou assuntos polêmicos à época, tais como o tema da psicanálise de Sigmund Freud, bem como separação de casais e adultério - temas vetados pela censura, que acarretou a mudança de horário -, frequentou sessões de terapia para que tivesse uma maior compreensão da popularização de análise grupal. Em 1977 escreve um de seus maiores sucessos, O Espantalho, na RecordTV, que abordou o tema da poluição das praias. No mesmo ano volta à TV Tupi e escreve O Profeta, em 1977 e Aritana, em 1978.

### 1980–83: Band e ida para a Globo
Em 1980, com a falência da TV Tupi, Ivani transferiu-se com praticamente todos os colegas autores e de elenco da antiga emissora, para a Rede Bandeirantes, onde escreveu a novela de sucesso, Cavalo Amarelo, protagonizada pela atriz e humorista Dercy Gonçalves. Cavalo Amarelo ganhou uma continuação depois de seu término, intitulada Dulcinéa Vai à Guerra, que não obteve o mesmo êxito e foi escrita por Sérgio Jockyman, pois Ivani havia se recusado a escrevê-la. No mesmo ano foram levados ao ar os remakes de A Deusa Vencida, protagonizada por Elaine Cristina, e O Meu Pé de Laranja Lima, que foi baseado no romance homônimo de José Mauro de Vasconcelos e ganharia uma terceira versão em 1998 adaptada por Ana Maria Moretzsohn, além de uma adaptação para o cinema feita por Aurélio Teixeira.
Em 1981, Ivani escreveu a novela Os Adolescentes, onde foi auxiliada pelo psiquiatra Paulo Gaudêncio. Tencionando mostrar os conflitos dos jovens naquele momento, foi substituída por Jorge Andrade, que terminou a obra amenizando os problemas dos jovens centrais e criando personagens novos, inexistentes nos capítulos criados por Ivani anteriormente. Quando Benedito Ruy Barbosa abandonou o roteiro de sua novela Os Imigrantes para retornar à Rede Globo, a direção da Rede Bandeirantes resolveu que Ivani deveria abandonar a escrita de Os Adolescentes e assumir Os Imigrantes. Apesar do profissionalismo de Ivani em aceitar esta incumbência, o fato acabou causando uma série de desencontros e o desgaste de sua relação com a emissora, da qual sairia em seguida.
Em 1982 estreou na Rede Globo, onde permaneceu até sua morte. A telenovela que marcou a estreia nessa emissora é Final Feliz, dirigida por Paulo Ubiratan, Wolf Maia, Mário Márcio Bandarra e produção de Manuel Alves; foi o último trabalho da atriz Elza Gomes que veio a falecer em 1984, onde a interpretação de Stênio Garcia ganhou os prêmios de Destaque do Ano e Associação Brasileira de Críticos de Arte (ABCA), fazendo com que o autor fosse contratado pelo governo cearense para promover o turismo naquele estado durante um ano, teve cenografia de Jorge Moreira, figurinos de Zenilda Barbosa e maquiagem de Eric Rzepecki, obteve audiência expressiva, promoveu o merchandising sobre tabagismo, cuja trama focalizava o amor vivido em diferentes idades, bem como uma trama policial e deficiência mental, contando com a colaboração do psiquiatra Stanislau Krinsky e inclusive, retratou características do Nordeste brasileiro e foi a única produção inédita na casa - e última novela inédita de sua autoria, pois todas as outras foram remakes ou baseados em antigos sucessos seus. A abertura, idealizada por Hans Donner, teve uma produção cuidadosa: imagens famosas na história do cinema, como em ...E o Vento Levou e Casablanca, com atores conhecidos, como Marilyn Monroe, Rodolfo Valentino e Clark Gable; ao final, numa montagem, as estrelas de Hollywood apareciam caracterizadas e assistindo às cenas, numa fictícia plateia de cinema. A direção da abertura foi assinada por Roberto Cardim, e seu tema musical era "Flagra", interpretada por Rita Lee.

### 1984–95:Remakese últimos trabalhos
Prosseguiu com Amor com Amor Se Paga (1984), com direção geral de Gonzaga Blota e direção de Atílio Riccó, Jayme Monjardim, Gonzaga Blota e produção executiva de Mariano Gati; ambientada na fictícia cidade de Monte Santo, no interior do Rio de Janeiro, inspirada na peça O Avarento, de Molière, foi baseada em Camomila e Bem-me-quer, de 1972, com Ary Fontoura no papel equivalente ao de Gianfrancesco Guarnieri na versão original, marcando a estreia da atriz Cláudia Ohana - papel que na versão original foi de Teresa Teller, bem como Édson Celulari que foi de Marcelo Picchi na primeira versão, bem como Nicete Bruno e Juca de Oliveira (Yoná Magalhães e Carlos Eduardo Dolabela, respectivamente).
Outro trabalho neste caminho foi Hipertensão, de 1986, baseada em Nossa Filha Gabriela, de 1971 - no entanto, sem alterar a estrutura da história, embora tenham sido alterados os nomes dos personagens e tenha ocorrido a criação de novas tramas - com Maria Zilda no papel principal - no original o papel foi de Eva Vilma - os papéis de Cláudio Correia e Castro, Paulo Gracindo e Ari Fontoura foram interpretados pelo próprio Cláudio Correia e Castro, Ivã Mesquita, e Abraão Farc na novela original, respectivamente; as cenas externas da fazenda Santa Lúcia foram gravadas em Vassouras, Rio de Janeiro, e ambientada na fictícia cidade de Rio Belo, construída em Guaratiba, sob a responsabilidade do cenógrafo Mário Monteiro. Marcou a estreia dos atores Antônio Calloni, Cláudia Abreu, Carla Marins e Eri Johnson;
Em 1989 escreveu O Sexo dos Anjos, que contou com sequências gravadas na Amazônia e estação de esqui, efeitos visuais, cuja cenografia era de Cláudia Alencar, José Cláudio Ferreira dos Santos, Sônia Soares encarrou-se dos figurinos, e Ângela Fróis, da direção de arte, marcando a estreia do ator Humberto Martins, foi baseada em O terceiro pecado (1968), esta última a primeira incursão no sobrenatural - neste remake Isabela Garcia, Felipe Camargo, Bia Seidl e Sílvia Buarque interpretaram os papéis que na primeira versão foram de Regina Duarte, Gianfrancesco Guarnieri, Natália Timberg e Maria Izabel de Lizandra. O Sexo dos Anjos não obteve êxito, transpondo para os dias contemporâneos uma história que originalmente se passou na década de 1920.
A Muralha, baseada no romance homônimo de Dinah Silveira de Queiroz, foi convertida no ano 2000 em minissérie de 49 capítulos, como parte da comemoração dos 35 anos da TV Globo e também dos 500 anos do Brasil, comemorados em 22 de abril daquele ano - adaptada pela dramaturga portuguesa Maria Adelaide Amaral, afora as quatro apresentações de 1954, 1958, 1963 (estas, de maneira mais simplista, numa época em que as telenovelas brasileiras ainda não eram diárias) e 1968. Maria Adelaide leu os originais que Ivani escreveu para rádio nos anos 1950, para realizar a versão de minissérie da obra, conforme consta em uma entrevista da autora na revista Istoé Gente, de 2000.
Escreveu também os remakes de A Gata Comeu (1985), comédia romântica ambientada no Rio de Janeiro, cuja trama havia sido filmada anteriormente com o nome de A Barba Azul (1974); e Mulheres de Areia, de 1993, à qual se juntou a espinha dorsal de O Espantalho, protagonizada por Guilherme Fontes e Glória Pires - na versão original, por Carlos Zara e Eva Wilma. Esta novela deveria substituir Felicidade, de Manoel Carlos, em junho de 1992, mas como Glória Pires engravidou, sua estreia foi adiada em um ano; em seu lugar, entrou Despedida de Solteiro, de Walther Negrão.
A última novela escrita antes de morrer foi o remake de A Viagem, em 1994, inspirando-se na filosofia de Allan Kardec, com Christiane Torloni, Antônio Fagundes, Maurício Matar, Andréia Beltrão e Guilherme Fontes nos papéis que na versão original foram de Eva Wilma, Altair Lima, Tony Ramos, Elaine Cristina e Ewerton de Castro, respectivamente. A exibição desta, segundo dados de livrarias especializadas na época, aumentou em 50% a vendagem de livros espíritas; por outro lado, a novela teve protesto de diversos movimentos negros, que enviaram cartas à emissora repudiando a discriminação dos autores por não apresentarem negros no céu, baseando-se na filosofia de Kardec, e levantando todas as dimensões da Doutrina Espírita, desde o preconceito dos leigos até estudos científicos: o enredo central, que fala sobre a vida após a morte, comunicação entre vivos e mortos através da mediunidade, reencarnação, intercâmbio entre o mundo material e espiritual, a existência dos espíritos encarnados e desencarnados, a imortalidade do espírito, a vida eterna, crendices populares, possessões, sessões de regressão em vidas passadas, a pluralidade de mundos habitados, a moral cristã rediviva e a caridade. Ivani usou dessa história para apresentar sua crença, contando também com cenas gravadas em um campo de golfe de Nogueira, distrito de Petrópolis (RJ), e também em uma pedreira desativada em Niterói. outra característica importante é que neste remake alguns personagens tiveram nomes diferentes em relação à versão original. Luís Antônio Calliguri produziu 50 cenários e mais de 200 ambientes para a novela, passada no Rio de Janeiro, projetado pela equipe nos estúdios da Herbert Richers, no bairro carioca da Tijuca, realizando-se também na cidade cenográfica projetada por Mário Monteiro e construída em Jacarepaguá. A novela obteve tanto sucesso, que superou os índices de audiência da então novela das oito, Pátria Minha, de Gilberto Braga. As duas últimas novelas contaram com a colaboração de Solange Castro Neves e todas tiveram grande sucesso de audiência, além das inúmeras reapresentações dos trabalhos gravados; Mulheres de Areia nunca obteve uma audiência inferior a cinquenta pontos, um fenômeno para o horário das seis; durante sua exibição na Rússia o sucesso foi tanto que, por decisão do governo, o último capítulo foi exibido no dia em que haveria eleições, para evitar que os eleitores viajassem no feriado e consequentemente aumentou a frequência das zonas eleitorais. As cenas externas foram gravadas na cidade cenográfica de Jacarepaguá, Angra dos Reis e Tarituba, no litoral sul do estado, e inserida por newsmate, recurso que permite o recorte de imagens gravadas para o chromakey, permitindo a continuidade das gravações; foram usados equipamentos de alta tecnologia, para dar mais realismo às cenas. Os figurinos eram de Marília Carneiro e Helena Brício.
A mais recente adaptação das antigas obras de Ivani foi O Profeta, de 2006, que não era exatamente um remake da primeira versão, mas somente baseada na obra, com mudanças nos nomes dos personagens, na trama e no período em que se passa a história: enquanto a primeira versão da novela era contemporânea, este remake é ambientado na década de 1950; igualmente, a novela original era ambientada em um supermercado, local que foi alterado para uma fábrica de cristais (Áurea), já que o cristal é o símbolo da clarividência. A regravação de O Profeta já havia sido cogitada anteriormente - mais precisamente em 2004, para substituir Chocolate com Pimenta, de Walcyr Carrasco (novela que havia sido inspirada em Amor com Amor Se Paga), mas a emissora acabou optando por Cabocla, de Benedito Ruy Barbosa, adaptado por suas filhas Edmara e Edilene Barbosa.

## Morte e trabalhos póstumos
Ivani Ribeiro morreu de insuficiência renal, provocada pela diabetes, em 17 de julho de 1995, aos 73 anos, exatamente 20 dias após o falecimento de seu marido o também escritor Dárcio Moreira Alves Ferreira, com quem foi casada por 53 anos.
Ao partir deixou prontos dois trabalhos: uma última telenovela, Quem É Você?, e a minissérie O Sarau, em doze capítulos, baseada em obras do escritor Machado de Assis, projeto este que acabou por ser abortado. Quem É Você? foi produzida em 1996 e abordava a vida da terceira idade e a farsa dos sexos, reunindo veteranos há tempos afastados da televisão como Castro Gonzaga, Norma Geraldy, Alberto Peres, Ênio Santos e Vanda Lacerda, protagonizada por Cássia Kiss e Elizabeth Savalla; o roteiro desta novela é creditado a ambas, cabendo à Ivani o argumento e o roteiro redigido pela sua colaboradora Solange Castro Neves, que escreveu apenas os vinte e quatro primeiros capítulos e foi substituída por Lauro César Muniz.
Além desta, Ivani também escreveu o argumento de A Selvagem (remake de Alma Cigana, 1964) e O Machão, de Sérgio Jockyman, exibidas pela TV Tupi em 1971 e 1974, respectivamente. Esta última foi adaptada de A Indomável, de 1965, pela TV Excelsior e ganharia uma terceira adaptação em 2000 exibida pela TV Globo, cujo título agora era O Cravo e a Rosa, de Walcyr Carrasco, protagonizada por Adriana Esteves e Eduardo Moscovis (na primeira versão, foram interpretados por Aracy Cardoso e Édson França e na segunda adaptação, os papéis foram defendidos por Maria Isabel de Lizandra e Antônio Fagundes) - uma livre adaptação do clássico A Megera Domada, de Shakespeare. Escreveu também um roteiro para um filme com direção de Roberto Santos, Pantomina. Até a década de 1980, Ivani havia adaptado exatos 2922 contos, média de um por dia; além de 1 300 peças para rádio. Sem colaboradores, escrevia dois capítulos de novela por dia, o dobro do que uma equipe de quatro novelistas escreve hoje.
Ivani Ribeiro também foi uma das primeiras autoras a ter suas novelas reprisadas duas vezes na sessão Vale a Pena Ver de Novo: A Viagem, em 1997 e 2006, A Gata Comeu, em 1989 e 2001 e Mulheres de Areia em 1996 e 2011. Durante a segunda reprise de A Viagem, a gravadora Som Livre relançou no mercado a trilha sonora internacional da novela.
Em 1998 a autora e colaboradora de Ivani, Solange Castro Neves, apresentou a sinopse de A Viagem 2 (ou O Retorno), que seria uma continuação da novela exibida em 1994, mas desavenças entre diretores da emissora fizeram com que o projeto fosse abortado.
No ano de 2000  os autores Marcílio Moraes e depois Tiago Santiago trabalharam num projeto de remake da novela 'os Inocentes' de 1974 para o horário das 18h, mas com a chegada do diretor Walter Avancini, este preferiu adaptar 'A Indomável' como 'O Cravo e a Rosa'.
Já em 2003 a autora Elizabeth Jhin trabalhou num possível remake de 'O Profeta', para substituir 'Chocolate com Pimenta', no seu lugar a TV Globo regravou 'Cabocla', e o remake desta novela foi entregue as autoras Duca Rachid e Thelma Guedes em 2006.
A 2ª reprise de 'Mulheres de Areia' em 2011, foi uma homenagem à autora, na comemoração dos 60 anos de telenovelas no Brasil comemorados pela TV Globo, (lembrando que a 1ª novela da TV no Brasil foi 'Sua Vida me pertence', de 1951); e ainda dentro desta comemoração fez um remake de uma novela de Janete Clair, 'O Astro'.

## Filmografia

### Telenovelas
| Ano  | Trabalho                 | Emissora                      | Escalação                             | Notas                                                 |
| ---- | ------------------------ | ----------------------------- | ------------------------------------- | ----------------------------------------------------- |
| 1954 | A Muralha                | RecordTV                      | Autora principal                      |                                                       |
| 1957 | Desce o Pano             | RecordTV                      | Autora principal                      |                                                       |
| 1958 | A Muralha                | Rede Tupi                     | Autora principal                      |                                                       |
| 1963 | Corações em Conflito     | TV Excelsior                  | Autora principal                      |                                                       |
| 1964 | Alma Cigana              | Rede Tupi                     | Autora principal                      |                                                       |
| 1964 | A Gata                   | Rede Tupi                     | Autora principal                      |                                                       |
| 1964 | Se o Mar Contasse        | Rede Tupi                     | Autora principal                      |                                                       |
| 1964 | Ambição                  | TV Excelsior                  | Autora principal                      |                                                       |
| 1964 | A Moça Que Veio de Longe | TV Excelsior                  | Autora principal                      |                                                       |
| 1964 | A Outra Face de Anita    | TV Excelsior                  | Autora principal                      |                                                       |
| 1965 | Onde Nasce a Ilusão      | TV Excelsior                  | Autora principal                      |                                                       |
| 1965 | A Indomável              | TV Excelsior                  | Autora principal                      |                                                       |
| 1965 | Vidas Cruzadas           | TV Excelsior                  | Autora principal                      |                                                       |
| 1965 | A Deusa Vencida          | TV Excelsior                  | Autora principal                      |                                                       |
| 1965 | A Grande Viagem          | TV Excelsior                  | Autora principal                      |                                                       |
| 1966 | Almas de Pedra           | TV Excelsior                  | Autora principal                      |                                                       |
| 1966 | Anjo Marcado             | TV Excelsior                  | Autora principal                      |                                                       |
| 1966 | As Minas de Prata        | TV Excelsior                  | Autora principal                      |                                                       |
| 1967 | Os Fantoches             | TV Excelsior                  | Autora principal                      |                                                       |
| 1968 | O Terceiro Pecado        | TV Excelsior                  | Autora principal                      |                                                       |
| 1968 | A Muralha                | TV Excelsior                  | Autora principal                      |                                                       |
| 1969 | A Menina do Veleiro Azul | TV Excelsior                  | Autora principal                      |                                                       |
| 1969 | Os Estranhos             | TV Excelsior                  | Autora principal                      |                                                       |
| 1969 | Dez Vidas                | TV Excelsior                  | Autora principal                      |                                                       |
| 1970 | As Bruxas                | Rede Tupi                     | Autora principal                      |                                                       |
| 1970 | O Meu Pé de Laranja Lima | Rede Tupi                     | Autora principal                      |                                                       |
| 1971 | A Selvagem               | Rede Tupi                     | Autora principal                      | Remake de Alma Cigana                                 |
| 1971 | Nossa Filha Gabriela     | Rede Tupi                     | Autora principal                      |                                                       |
| 1972 | Camomila e Bem-me-quer   | Rede Tupi                     | Autora principal                      |                                                       |
| 1972 | O Leopardo               | RecordTV                      | Autora principal                      |                                                       |
| 1973 | Mulheres de Areia        | Rede Tupi                     | Autora principal                      |                                                       |
| 1974 | Os Inocentes             | Rede Tupi                     | Autora principal                      |                                                       |
| 1974 | A Barba Azul             | Rede Tupi                     | Autora principal                      |                                                       |
| 1974 | O Machão                 | Rede Tupi                     | Autora principal                      |                                                       |
| 1975 | A Viagem                 | Rede Tupi                     | Autora principal                      |                                                       |
| 1977 | O Espantalho             | RecordTV                      | Autora principal                      |                                                       |
| 1977 | O Profeta                | Rede Tupi                     | Autora principal                      |                                                       |
| 1978 | Aritana                  | Rede Tupi                     | Autora principal                      |                                                       |
| 1980 | A Deusa Vencida          | Rede Bandeirantes             | Autora principal                      | Remake de A Deusa Vencida (1965)                      |
| 1980 | Cavalo Amarelo           | Rede Bandeirantes             | Autora principal                      |                                                       |
| 1980 | O Meu Pé de Laranja Lima | Rede Bandeirantes             | Autora principal                      |                                                       |
| 1981 | Os Adolescentes          | Rede Bandeirantes             | Autora principal                      |                                                       |
| 1982 | Final Feliz              | Rede Globo                    | Autora principal                      |                                                       |
| 1984 | Amor com Amor Se Paga    | Rede Globo                    | Autora principal (Adaptação e remake) | Remake de Camomila e Bem-me-quer                      |
| 1985 | A Gata Comeu             | Rede Globo                    | Autora principal (Adaptação e remake) | Remake de A Barba Azul                                |
| 1986 | Hipertensão              | Rede Globo                    | Autora principal (Adaptação e remake) | Remake de Nossa Filha Gabriela                        |
| 1987 | La Invitación [es]       | Canal 13 (Chile)              | Autora da história original           | Remake de Os Fantoches                                |
| 1989 | O Sexo dos Anjos         | Rede Globo                    | Autora principal (Adaptação e remake) | Remake de O Terceiro Pecado                           |
| 1993 | Mulheres de Areia        | Rede Globo                    | Autora principal (Adaptação e remake) | Remake da original homônima de 1973 e de O Espantalho |
| 1994 | Almas de Piedra [es]     | Caracol Televisión (Colômbia) | Autora da história original           | Remake de Almas de Pedra                              |
| 1994 | A Viagem                 | Rede Globo                    | Autora principal (Adaptação e remake) | Remake da original homônima de 1975                   |

### Telenovelas póstumas
| Ano  | Trabalho         | Emissora   | Escalação                   | Notas                                      | Parceiros titulares                    |
| ---- | ---------------- | ---------- | --------------------------- | ------------------------------------------ | -------------------------------------- |
| 1996 | Quem É Você?     | Rede Globo | Autora da sinopse           | Sinopse inédita deixada antes de sua morte | Solange Castro Neves Lauro César Muniz |
| 2000 | O Cravo e a Rosa | Rede Globo | Autora da história original | Remake de O Machão                         | Walcyr Carrasco Mário Teixeira         |
| 2006 | O Profeta        | Rede Globo | Autora da história original | Remake da original homônima de 1977        | Duca Rachid Thelma Guedes              |

### Séries
| Ano  | Trabalho               | Emissora     | Escalação        |
| ---- | ---------------------- | ------------ | ---------------- |
| 1952 | Os Eternos Apaixonados | Rede Tupi    | Autora principal |
| 1960 | Teatro 9               | TV Excelsior | Autora principal |

## Rádio
- 1938 - A Hora Infantil - Rádio Educadora Paulista
- 1938 - Teatro da Dona Chiquinha - Rádio Educadora Paulista
- 1939 - As Mais Belas Cartas de Amor (Como atriz e escritora) - Rádio Tupi de São Paulo
- 1940 - Os Grandes Amores da História - Rádio Bandeirantes
- 1942 - Beija-me - Rádio Bandeirantes
- 1946 - As Minas de Prata - Rádio Bandeirantes
- 1947 - Mulheres de Bronze - Rádio Bandeirantes
- 1949 - Orgulho e Preconceito - Rádio Bandeirantes
- 1955 - A Muralha - Rádio Bandeirantes
- 1958 - As Noivas Morrem no Mar - Rádio Farroupilha
- 1959 - A Menina do Veleiro Azul - Rádio Clube Paranaense
- 1961 - Corações em Conflito - Rádio Tupi
- 1963 - Ambição - Rádio Tupi
- 1965 - A Mulher Que Morreu no Mar - Rádio Tupi
- 1975 - O Egípcio - Rádio Difusora Acreana ZYD-9
- 1981 - A Mulher de Pedra - Rádio Atlântica